# Richard Ripley
Richard Nicholson Ripley (23. juni 1901 – juli 1996) var en britisk atlet som deltog i de olympiske lege 1924 i Paris.
Ripley vandt en bronzemedalje i atletik under OL 1924 i Paris. Han var med på det britiske stafethold som kom på en tredje plads i disciplinen 4 x 400 meter, mænd med tiden 3.17,4 bagefter USA som vandt med 3.16,0 hvilket var en ny verdensrekord, Sverige blev nummer to. De andre på holdet var Edward Toms, George Renwick og Guy Butler.